# Coon Rapids (Iowa)
Pour les articles homonymes, voir Coon Rapids.
La ville américaine de Coon Rapids est située dans les comtés de Carroll et Guthrie, dans l’État de l’Iowa. Elle comptait 10 954 habitants lors du recensement de 2010.

## Source
- (en) Cet article est partiellement ou en totalité issu de l’article de Wikipédia en anglais intitulé « Coon Rapids, Iowa » (voir la liste des auteurs).